# Мой лучший друг (фильм)
«Мой лучший друг» (фр. Mon meilleur ami) — французская комедия, снятая режиссёром Патрисом Леконтом. Главные роли исполнили Даниэль Отёй и Дани Бун.
Мировая премьера состоялась 12 сентября 2006 года на Международном кинофестивале в Торонто, премьера в РФ — 15 ноября 2007 года (ограниченный прокат).

## Сюжет
Франсуа — парижский успешный торговец предметами искусства средних лет, ведущий роскошный образ жизни. Однажды за ужином он рассказывает историю о похоронах, на которых ему недавно довелось присутствовать: проститься с усопшим пришло всего лишь несколько человек. Эта история наводит коллег Франсуа на предположение о том, что на его похороны никто не придёт, потому как он заносчив, эгоистичен и одинок, ведь у него нет друзей. Франсуа заверяет присутствующих, что у него полно друзей. Катрин, деловой партнёр Франсуа, бросает вызов: Франсуа необходимо представить своего лучшего друга в течение десяти дней, иначе он потеряет свою долю в недавно приобретённой на аукционе старинной греческой вазе.
Робкие попытки завязать знакомства с прохожими ни к чему не приводят. Франсуа решает навестить старых знакомых и друзей детства, взяв для этого путешествия по Парижу такси. Водителем такси оказывается общительный Брюно, однако Франсуа забывает узнать имя водителя.

## В ролях
| Актёр           | Роль       |
| --------------- | ---------- |
| Даниэль Отёй    | Франсуа    |
| Дани Бун        | Брюно      |
| Жюли Гайе       | Катрин     |
| Жюли Дюран      | Луиза      |
| Жак Мату        | отец Брюно |
| Мари Пийе       | мать Брюно |
| Элизабет Буржин | Джулия     |
| Анри Гарсен     | Деламот    |